# Megála Kalývia
Megála Kalývia (Megala Kalyvia) är en ort i Grekland.   Den ligger i prefekturen Trikala och regionen Thessalien, i den centrala delen av landet, 240 km nordväst om huvudstaden Aten. Megála Kalývia ligger 119 meter över havet och antalet invånare är 1 849.
Terrängen runt Megála Kalývia är platt.Runt Megála Kalývia är det ganska tätbefolkat, med 86 invånare per kvadratkilometer. Närmaste större samhälle är Trikala, 6,7 km norr om Megála Kalývia. Trakten runt Megála Kalývia består till största delen av jordbruksmark.